# الکساندراو (مروشینا)
الکساندراو (به لاتین: Aleksandrovo (Merošina)}} یک روستا در صربستان است که در شهرداری Merošina واقع شده‌است.